# Aleksander Karol Waza
Aleksander Karol Waza (ur. 14 listopada 1614 w Warszawie, zm. 19 listopada 1634 we wsi Wielkie koło Warszawy) – królewicz polski, siódmy i najmłodszy syn króla Zygmunta III Wazy, a piąty pochodzący z drugiego małżeństwa z Konstancją Habsburżanką.

## Dzieciństwo
Chrztu Świętego potomkom królewskim Wazów udzielano w kościele Matki Bożej Łaskawej w Warszawie, królewicz Aleksander Karol herbu Waza (Vasa) został ochrzczony 4 stycznia 1615 roku. Dorastał na dworze królewskim w Warszawie. Odebrał staranne wykształcenie w kolegium jezuickim w siedmiu sztukach wyzwolonych, a jako czternastolatek posługiwał się kilkoma językami w tym łaciną, której uczył się wraz z braćmi Janem Albertem Wazą i Karolem Ferdynandem Wazą oraz siostrą Anną Katarzyną Konstancją. Królowa Konstancja Habsburżanka, sama była wykształconą osobą i uczyła dzieci prócz ojczystego języka niemieckiego, łaciny, hiszpańskiego, włoskiego i polskiego.
W odróżnieniu od rodzonych braci Aleksander Karol łatwo jednał sobie sympatię osób, z którymi miał styczność, w czym przypominał najstarszego, przyrodniego brata Władysława.

## Wiek młodzieńczy
Aleksander Karol był pieczołowicie przygotowywany przez rodziców do ewentualnego objęcia tronu. Dyplomata francuski, Charles Ogier twierdził, że Zygmunt III przewidywał najmłodszego syna na następcę i zalecał szlachcie jego przyszły wybór: Cały wedle waszych obyczajów i polskiego ducha: śmiały on, obrotny i żwawy czemużbyście jego wybrać nie mieli. Młody królewicz był również uzdolniony artystycznie, jak jego ojciec z którym razem chętnie malował. Miał też doskonały słuch i nauczył się śpiewać. Jego nauczycielem śpiewu był muzyk i jezuita Szymon Berent.

## Po śmierci rodziców
10 lipca 1631 umarła królowa Konstancja, która do końca liczyła, że jej siostrzeniec i pasierb – Władysław – obejmie tron carski w Rosji, a polską koronę otrzyma któryś z jej synów. Niecały rok później zmarł również król Zygmunt (30 kwietnia 1632). Po śmierci ojca Aleksander Karol poparł wraz z rodzeństwem kandydaturę do polskiego i szwedzkiego tronu, najstarszego przyrodniego brata Władysława. 4 lutego 1633 roku królewicz wraz rodzeństwem uczestniczył w pochówku rodziców: zmarłego króla Zygmunta III Wazy i zmarłej rok wcześniej królowej Konstancji, których pochowano w kaplicy Wazów na Wawelu. Po śmierci obojga rodziców, młody Aleksander wraz z rodzeństwem pozostał na łasce nowego brata, jako że ustrój elekcyjny I Rzeczypospolitej nie przewidywał dla braci królewskich żadnych należnych dochodów czy funkcji publicznych.
6 lutego 1633 roku odbyła się uroczystość koronacji królewicza Władysława na której byli obecni Aleksander Karol wraz z pozostałym rodzeństwem. Elekta Władysława IV Wazę koronował na „pomazańca bożego” arcybiskup gnieźnieński prymas Jan Wężyk w bazylice archikatedralnej pw. św. Stanisława i pw. św. Wacława w Krakowie.

## Podróż do Włoch i śmierć
W lipcu 1633 udał się w podróż do Włoch, gdzie towarzyszył mu jezuita Szymon Berent. We wrześniu dołączył tam do niego starszy brat Jan Albert Waza, wówczas biskup krakowski i kardynał. Z wyprawy Aleksander wrócił rok później, w lipcu 1634 roku. Szykował się na spodziewaną wyprawę turecką i w październiku 1634 roku spotkał się z królewiczem Janem Kazimierzem we Lwowie. Tam prawdopodobnie zaraził się od brata ospą, którą Jan Kazimierz zdołał przeżyć. Aleksander zmarł 19 listopada 1634 roku w drodze do Warszawy w folwarku Wielkie, położonym 9 mil od stolicy. Został pochowany 7 lutego 1635 w Krakowie. Ponieważ był uważany za najzdolniejszego z królewskich braci, żałowano go powszechnie, jako ewentualnego następcę Władysława. Albrycht Radziwiłł w swym Pamiętniku zapisał: Zmarł na ospę królewicz polski Aleksander Karol [...] z wielką stratą dla Polski, ale również całego świata chrześcijańskiego [...] opłakiwany był przez wszystkich.